# リュボミール・フェイサ
リュボミル・フェイサ（セルビア語: Љубомир Фејса、セルビア・クロアチア語: Ljubomir Fejsa, 1988年8月14日 - ）は、ユーゴスラビア（現：セルビア）出身のサッカー選手。セルビア代表。パルチザン・ベオグラード所属。ポジションはミッドフィールダー。

## 経歴
FKハイドゥク・クラの下部組織出身で、2008年7月にハイドゥクからパルチザン・ベオグラードへ移籍金120万ユーロで移籍。これはセルビアサッカー史上最高額の移籍金となった。それまでの記録は1989年にプレドラグ・ミヤトヴィッチのブドゥチノスト・チトーグラードからパルチザンへの移籍に支払われた100万マルクだった。

## 代表歴
セルビア代表としては、2007年11月24日のカザフスタン戦で代表初キャップを記録している。

## タイトル
パルチザン・ベオグラード
- セルビア・スーペルリーガ : 2008-09, 2009-10, 2010-11
- セルビア・カップ : 2008-09, 2010-11

オリンピアコスFC
- ギリシャ・スーパーリーグ : 2011-12, 2012-13
- ギリシャ・カップ : 2011-12, 2012-13

SLベンフィカ
- プリメイラ・リーガ : 2013-14, 2014-15, 2015-16, 2016-17, 2018-19
- タッサ・デ・ポルトガル : 2013-14, 2016-17
- タッサ・ダ・リーガ : 2013-14, 2014-15, 2015-16
- スーペルタッサ・カンディド・デ・オリベイラ : 2014, 2016, 2017